# أنور غيريرو
أنور غيريرو (بالإسبانية: Anuar Guerrero)‏ هو لاعب كرة قدم كولومبي في مركز الدفاع، ولد في 3 أبريل 1979 في سانتا مارتا في كولومبيا. لعب مع أمريكا دي كالي ونادي ميلوناريوس.